# Diana Blumenfeld

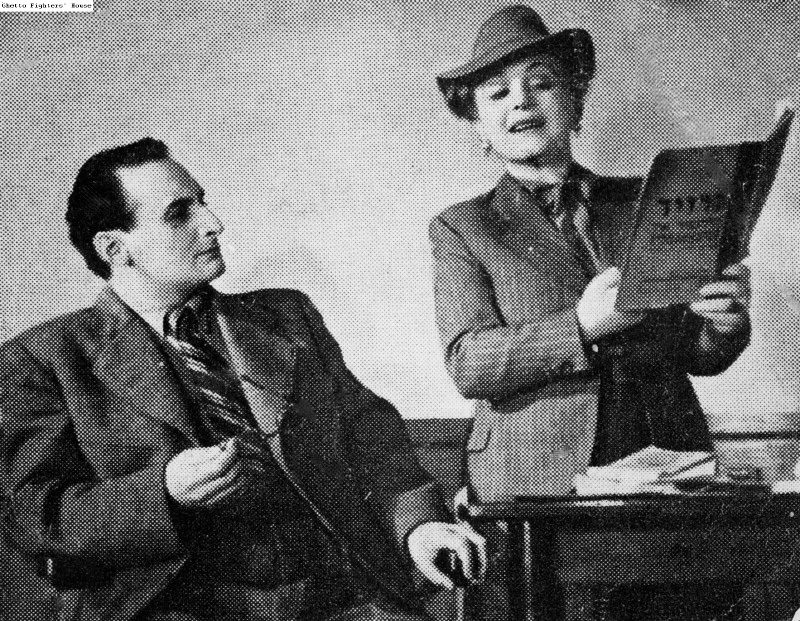
Diana Blumenfeld und Ehemann Jonas Turkow

Diana Blumenfeld (geboren 1. April 1903 in Warschau, Russisches Kaiserreich; gestorben 3. September 1961 in New York City) war eine jiddischsprachige Sängerin und Schauspielerin in Polen.

## Leben
Diana Blumenfeld wurde in Warschau in einer jüdischen Familie geboren. Sie studierte Klavier und Schauspiel in Warschau. 1923 heiratete sie den Regisseur Jonas Turkow und tourte mit ihm und seinem jiddischen Theater durch Polen. Sie spielte in den Filmen Kties Chaf (1924) und In pojlisze welder (1929) und wurde als Sängerin jiddischer Lieder populär.
In der Zeit der deutschen Besatzung lebte sie im Warschauer Ghetto. Mordechai Gebirtig gab ihr seine neugeschriebenen Lieder, damit sie sie im Ghetto verbreiten sollte.
Nach der Liquidierung des Ghettos kam sie ins Konzentrationslager Majdanek.
Nach dem Zweiten Weltkrieg sang sie für die Überlebenden. 1945 verließ sie Polen und ging in die USA. 1961 starb sie in New York.

## Lieder (Auswahl)
- A brivele der mamen (Solomon Smulevitz)
- Fisher Lid (Aliza Greenblatt)
- My Yiddishe Momme (Jack Yellen - Lou Pollack & Jack Yellen)[1]